# I. Ernő osztrák őrgróf
Bátor Ernő (?, 1027 – ?, 1075. június 10.) osztrák őrgróf, Ausztria uralkodója apjának 1055-ben bekövetkezett halálától saját haláláig.

## Élete
Apja a Babenberg-házból származó Adalbert osztrák őrgróf, anyja egyes források szerint Glismod, más források szerint Frozza Orseolo, Orseolo Ottó velencei dózse lánya. 
Ernő folytatta apja agresszív külpolitikáját és közel került ahhoz, hogy beolvassza Csehországot és Magyarországot az Osztrák őrgrófságba. Az ő idején kezdődött meg Alsó-Ausztria északnyugati részének, az úgynevezett Waldviertelnek a betelepítése a Künringer lovagok által. Az invesztitúraharcokban IV. Henrik német-római császárt támogatta, így keveredett bele a császár által a pogány szászok ellen vezetett háborúba. Az Unstrut folyó melletti Homburgnál esett el 1075. június 9-én. Sírja a melki apátságban található.
Első feleségétől, Adelheidtól, I. Dedi (vagy Dedo) niederlausitzi őrgróf lányától született gyermekei: 
- II. Lipót osztrák őrgróf (1050–1102)
- I. Adalbert Pernegg grófja
- ismeretlen nevű lány
- Justitia

Második felesége feltételezhetően Swanhilde volt.